# Ambrosini Sagittario

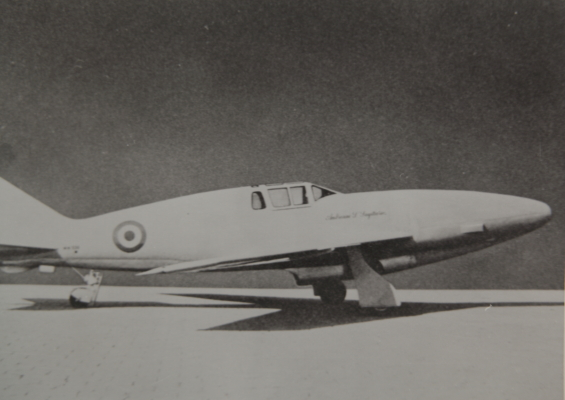
Photographie non datée de l'Ambrosini Sagittario.

Pour les articles homonymes, voir Sagittario.
L'Ambrosini Sagittario est un chasseur expérimental à réaction dessiné par Sergio Stefanutti au début des années 1950. 
Après avoir testé une aile en flèche à 45° sur l’Ambrosini S 7 Freccia, l’étape suivante consistait à étudier les phénomènes de compression aérodynamique aux vitesses transsoniques. Un nouveau prototype fut donc réalisé avec cette voilure en bois et la même section centrale du fuselage. Le fuselage arrière était légèrement allongé, avec une dérive plus importante, mais surtout l’avant de l’appareil était redessiné pour loger un réacteur Turbomeca Marboré de 400 kgp. La tuyère du réacteur débouchant sous le fuselage, la roulette arrière, escamotable, était modifiée afin que l’assiette de l’avion soit moins cabrée. 
Cet appareil effectua son premier vol le 5 janvier 1953 et servit à la mise au point d’un chasseur plus évolué, l’Aerfer Sagittario II.